# Markkleeberg
Markkleeberg je velké okresní město v německé spolkové zemi Sasko. Nachází se v zemském okrese Lipsko a má přibližně 24 tisíc obyvatel.

## Historie
První písemná zmínka pochází z roku 1212, kdy je v listině zmiňován Cunradus de Cleberc. Město Markkleeberg bylo založeno v roce 1934 sloučením měst Oetzsch-Markkleeberg a Gautzsch. Protože název mnohem větší obce Gautzsch nevyhovoval pro svůj slovanský původ národním socialistům a nemohl být přijat ani uměle vytvořené jméno Auenwalde, bylo sloučené město pojmenováno podle nejmenší původní obce Markkleeberg. Všechny slovanské názvy místních částí byly postupně vymazány: Gautzsch byl přejmenován na Markkleeberg-West, Oetzsch se začleněným Raschwitz na Markkleeberg-Mitte a Markkleeberg se stal Markkleeberg-Ost. Navzdory přejmenování během nacistické éry jsou staré místní názvy stále známé a používané.
V dalších letech byly k městu postupně připojeny obce Großstädteln, Zöbigker, Gaschwitz a Wachau, ale bylo jim dovoleno ponechat si svá původní jména. K 1. lednu 1999 měl být Markkleeberg na základě rozhodnutí Saského zemského sněmu začleněn do města Lipska, spojení měst však v roce 1999 zrušil zemský ústavní soud.
V letech 1990 až 1998 skončila těžba v povrchových hnědouhelných dolech Espenhain, Zwenkau a Cospuden nacházejících se jižně od Markkleebergu. Bývalé doly byly zčásti rekultivovány na jezera a zčásti na rekreační lesy.

## Přírodní poměry
Markkleeberg na jihu navazuje na město Lipsko. Páteřním vodním tokem je řeka Pleiße. V jižní části území města se nachází dvě rekultivační jezera Markkleeberger See a Cospudener See. Městem prochází železniční tratě Lipsko–Hof a Lipsko-Plagwitz–Markkleeberg-Gaschwitz.

## Správní členění
Markkleeberg se dělí na 4 místní části:
- Auenhain
- Gaschwitz
- Markkleeberg
- Wachau

## Pamětihodnosti
- Torhaus Markkleeberg
- Bílý dům
- radnice
- Vestfálský dům
- ruiny kostela ve Wachau
- kostel Martina Luthera